# In My Blood (пісня Шона Мендеса)
«In My Blood» (укр. У моїй крові) — пісня канадського співака і автора пісень Шона Мендеса. Написана Джеффом Варбартоном, Скоттом Гаррісом, а також продюсерами пісні Мендесом і Тедді Гейгером та була видана лейблом Island Records 22 березня 2018 року, як провідний сингл із майбутнього третього студійного альбому Мендеса Shawn Mendes (2018).

## Створення
«In My Blood» розповідає про боротьбу Мендеса з тривожним неврозом і вперше співак публічно торкається теми свого досвіду боротьби з розладом психічного здоров'я. Про своє рішення написати пісню Мендес сказав, що він хоче «зробити щось таке серйозне, як відчуття тривоги, коли кожен зможе прослухати її та з'єднатись з нею або зрозуміти це» перед тим як додав, що «іноді це триває дві години, іноді це триває день, а іноді триває п'ять хвилин. Точка пісні полягає в тому, що незалежно від того, як довго це триває, ви можете вийти з іншого кінця сильнішим, і ви завжди виходите з іншого кінця».

## Випуск і просування
16 березня 2018 року Мендес вперше опублікував колаж в соціальних мережах, який складається з двох зображень порожніх кольорових блоків, один з яких бежевих, а інший — коралового кольору. Пізніше він змінив фотографію свою профілю у твіттері, щоб у неї був такий же бежевий фон з квітковим малюнком, як і обкладинка сингу. 19 березня Мендес у партнерстві зі Spotify прорекламувати сингл на білборді у Нью-Йорку на Таймс-Сквер, де було написано «Шон Мендес незабаром». Невдовзі він опублікував відео, яке містило дві дати: 22 березня і 23 березня. Дати також проектували в різних місцях Лондону. 20 березня він офіційно оголосив про вихід пісні, анонсувавши дату випуску та представивши обкладинку синглу. «Ця пісня» — писав він у соціальній мережі — «це найближча моєму серцю пісня, яку я коли-небудь писав».

## Композиція
«In My Blood» — це рок-балада, акустичне відкриття якої було названо «м'яким і відчайдушним». По мірі розкриття пісні, починає звучати «наполегливий барабан», перш ніж голос Мендеса підноситься у приспіві. Оглядач Rolling Stone зазначив, що у приспіві присутні звучання «здригаючись барабанів» і «пульсуючих електричних гітар», з «бек-вокалом у приспіві», що «додає заспокійливої текстури остаточному штриху».

## Відгуки критиків
Г'ю Макінтайр з Forbes.com назвав пісню еволюцією добре відомого звучання Мендеса, що розпочинається зі «звичної акустичної гітари». Він зазначив, що Мендес запозичив «більш зрілі звуки Kings of Leon», назвавши пісню «добре виконаною роботою» порівняно з «Use Somebody» та «Sex on Fire». Джил Кауфман з Billboard вважає пісню «одним із найбільших зусиль Мендеса на сьогоднішній день». У іншій статті Billboard, Еббі Джонс зарахував пісню до найкращих синглів Мендеса на сьогоднішній день. Джон Караманіка з Нью-Йорк Таймс назвав пісню видатною у порівнянні з попередніми синглами Мендеса, заважаю на те, як у ній звучать «руйнування і злами», хоча він високо оцінює його можливості до написання пісень. Майк Нед з Idolator вважає, що «широкий спів пропонує інтимне уявлення про його найглибші думки», з інструментами поп-року, що гарно звучать на радіо, додавши, що ця пісня «звучить як черговий безпрограшний розгром». Він прийшов до висновку, що це «зворушливий та надихаючий трек і прекрасна перевірка того, що на нас чекають». Джефф Бенджамін із Fuse похвалив зрілі теми пісні і назвав її «грізним арена-роком».

## Позиції в чартах
Трек дебютував на 72 сходинці чарту Billboard Hot 100 після лише одного дня продажів та потокового відтворення та чотирьох днів ефірного відтворення. Наступного тижня пісня піднялася на 50 сходинок у чарті, зайнявши 22 позицію. У Канаді сингл дебютував на 62 сходинці хітпараду, також після одного дня потокового відтворення. Наступного тижня він піднявся на 53 позиції в чарті до 9 сходинки, вп'яте дозволивши Мендесу потрапити в топ-10 чарту у своїй рідній країні.

## Музичне відео
Музичне відео на пісню було опубліковане 24 квітня 2018 року. У відеороликах Шон Мендес лежить на підлозі босоніж, а те що його оточує починає змінюватися. Коли він співає, починає сніг і дощ. Відео закінчується загальним кадром Мендеса, оточеного галявиною квітів.

## Виступи наживо
28 березня 2018 року Мендес дебютував з піснею у прямому ефірі Найпізнішого шоу з Джеймсом Корденом. 12 квітня 2018 року Мендес виконав цю пісню під час церемонії нагородження німецької музичної Премії ЕХО. 21 квітня 2018 року Мендес виконав цю пісню наживо на 92-ому дні народженні Королеви Єлизавети II в Королівському Альберт-Холлі в Лондоні.

## Трек-лист
Цифрове завантаження
- "In My Blood" – 3:31

Цифрове завантаження – акустична версія
- "In My Blood" (acoustic) – 3:32

## Автори
Інформацію про авторів отримано із сервісу Tidal.
- Шон Мендес — композиція, продюсування, вокал, гітара
- Джефф Варбартон — композиція, гітара
- Тедді Гейгер — композиція, продюсування, клавішні, бек-вокал, бас, барабани, гітара, фортепіано, програмування
- Скотт Гарріс — композиція, гітара
- Гаррі Берр — асистент зведення
- Ендрю Маурі[en] — зведення

## Чарти
| Чарт (2018)                                     | Найвища позиція |
| ----------------------------------------------- | --------------- |
| Австралія (ARIA)                                | 9               |
| Австрія (Ö3 Austria Top 75)                     | 5               |
| Бельгія (Ultratop Flanders)                     | 17              |
| Бельгія (Ultratip Wallonia)                     | 16              |
| Канада (Canadian Hot 100)                       | 9               |
| Канада (AC) (Billboard)                         | 23              |
| Канада (CHR/Top 40) (Billboard)                 | 8               |
| Канада (Hot AC) (Billboard)                     | 8               |
| Чехія (IFPI)                                    | 67              |
| Чехія (Singles Digitál Top 100)                 | 3               |
| Данія (Tracklisten)                             | 15              |
| Домініканська республіка Anglo (Monitor Latino) | 10              |
| Фінляндія (Suomen virallinen lista)             | 15              |
| Франція (SNEP)                                  | 73              |
| Німеччина (Official German Charts)              | 8               |
| Греція Digital Songs (IFPI Greece)              | 3               |
| Гватемала Anglo (Monitor Latino)                | 3               |
| Угорщина (Single Top 40)                        | 1               |
| Угорщина (Stream Top 40)                        | 2               |
| Ірландія (IRMA)                                 | 13              |
| Італія (FIMI)                                   | 37              |
| Ліван (Lebanese Top 20)                         | 4               |
| Малайзія (RIM)                                  | 7               |
| Мексика Anglo (Monitor Latino)                  | 12              |
| Mexico Airplay (Billboard)                      | 41              |
| Нідерланди (Dutch Top 40)                       | 8               |
| Нідерланди (Mega Single Top 100)                | 13              |
| Нова Зеландія (RIANZ)                           | 13              |
| Норвегія (VG-lista)                             | 10              |
| Панама Anglo (Monitor Latino)                   | 12              |
| Португалія (AFP)                                | 6               |
| Шотландія (Official Charts Company)             | 2               |
| Словаччина (IFPI)                               | 72              |
| Словаччина (Singles Digitál Top 100)            | 2               |
| Іспанія (PROMUSICAE)                            | 52              |
| Швеція (Sverigetopplistan)                      | 11              |
| Швейцарія (Media Control AG)                    | 5               |
| Велика Британія (Official Charts Company)       | 10              |
| США (Billboard Hot 100)                         | 20              |
| США (Adult Contemporary) (Billboard)            | 20              |
| США (Adult Top 40) (Billboard)                  | 8               |
| США (Mainstream Top 40) (Billboard)             | 10              |

## Сертифікації
| Регіон                                             | Сертифікація | Продажі |
| -------------------------------------------------- | ------------ | ------- |
| Канада (Music Canada)                              | Золотий      | 0       |
| Велика Британія (BPI)                              | Срібний      | 200 000 |
| ^відвантаження, що базуються лише на сертифікаціях |              |         |

## Історія випуску
| Регіон          | Дата            | Формат                 | Версія    | Лейбл           | Прим.  |
| --------------- | --------------- | ---------------------- | --------- | --------------- | ------ |
| Світ            | 22 березня 2018 | Цифрове завантаження   | Оригінал  | Island          | [ 29 ] |
| Сполучені Штати | 27 березня 2018 | Contemporary hit radio | Оригінал  | Island Republic | [ 76 ] |
| Італія          | 30 березня 2018 | Contemporary hit radio | Оригінал  | Universal       | [ 77 ] |
| Світ            | 11 травня 2018  | Цифрове завантаження   | Акустична | Island          | [ 30 ] |